# 相武紗季
相武 紗季（あいぶ さき、1985年6月20日 - ）は、日本の女優。
兵庫県宝塚市出身。ボックスコーポレーション所属。
父は元アメリカンフットボール選手、母は宝塚歌劇団卒業生の朱穂芽美、姉は元宝塚歌劇団星組娘役の音花ゆり。

## 来歴・人物
中学から高校2年生まで雲雀丘学園中学校・高等学校に通学し、中学時分は水泳に没頭した。夏の高校野球PR女子高生に選ばれた幼馴染の木南晴夏を見るためにテレビを観て、高校野球に夢中になる。高校球児に会いたい思いで2002年朝日放送「夏の高校野球PR女子高生」へ応募し、およそ1000人から選出される。帰省中のマネージャーが地元テレビで放送されていた当該PRビデオを目にしてスカウトし、芸能活動のため上京する。2003年、『WATER BOYS』（フジテレビ）で女優デビューする。
2004年から出演した「ミスタードーナツ」CMで、タカアンドトシとのコミカルな掛け合いで話題となる。女優業では『17才夏。〜屋上ガールズ〜』（ABCテレビ）、シナリオ登竜門大賞受賞作『なつのひかり。』（日本テレビ）など単発ドラマで主役を演じ、「よるドラシリーズ」新規作品最終作『どんまい!』（NHK総合）で連続ドラマ主役を初めて演じ、以降「タレントCM起用社数ランキング」などに名を連ねる。演技を学んでいたアクターズクリニックで監督塩屋俊の目にとまり、映画『ビートキッズ』で初ヒロインを演じる。
2005年に『まじめにふまじめ かいけつゾロリ なぞのお宝大さくせん』、『ドラえもん のび太の新魔界大冒険 〜7人の魔法使い〜』でヒロイン役などアニメ映画に声優として出演する。
2010年にPiper #8『THE LEFT STUFF』（演劇集団Piper公演）で初めて舞台に出演する。
2013年1月1日に『〜感動の神対応バラエティ〜おお！Myゴッド』（フジテレビ）で初めて司会を担当する。
2013年4月から8月までアメリカへ語学留学し、当初はサンフランシスコ、のちにボストンへ移る。帰国して9月11日にジレットの新製品発売記念イベント、10月からテレビドラマ『ミス・パイロット』（フジテレビ）それぞれに出演する。

### 私生活
2015年1月に友人を介して知り合った化粧品等の企画・制作及び販売、イベント制作など様々な事業を手掛ける会社を経営する5歳年上の一般人男性と、約1年半の交際期間を経て2016年5月3日に結婚。同日に所属事務所を通じて発表した。婚姻届は東京都内の区役所に代理人を通じて提出。
2017年5月9日に所属事務所が、第1子を妊娠中で秋に出産予定であり、芸能活動は体調をうかがい継続し、当面の間産休に入ることを発表した。
10月4日に第1子出産を公表し、性別や出産日は非公表とした。
2018年6月3日放送の『ブラックペアン』第7話（TBS）で仕事を再開した。
2020年1月2日に所属事務所が、第2子を妊娠中で春に出産予定であり、芸能活動は体調を見ながら継続し、時期を見て産休に入ることを発表した。
2020年5月20日に第2子女児の出産が報じられ、所属事務所も出産を認め、仕事再開は「体調を見ながら」とした。翌21日に自らInstagramで第2子女児出産を公表した。
これまで第1子の性別を公表していなかった相武は、第2子の誕生と同じタイミングで第1子が男の子であることを明かしている。
2023年8月現在、シンガポール在住であることが、友人でモデルの舞川あいくのInstagramで判明した。
元アメリカンフットボール選手である父の影響でNFLの大ファン。2015年以降、『オードリーのNFL倶楽部』にも不定期に出演しており、2016年2月の第50回スーパーボウルではオードリーと共に現地でゲスト解説を行った。

## 出演

### テレビドラマ
- WATER BOYS[9] 第7・最終話（2003年8月12日・9月9日、フジテレビ） - 早川あつみ 役
- 17才夏。 第5話「屋上ガールズ」（2003年8月16日、ABCテレビ） - 初主演・南香織 役
- ライオン先生（2003年10月13日 - 12月15日、読売テレビ） - 小野原彩 役
- 男湯2〜ハイジと柔道大会の巻〜（2003年11月8日、フジテレビ） - 松浦美奈 役
- ほんとにあった怖い話「見知らぬ光景」（2004年1月24日、フジテレビ） - 主演・松本慶子 役
- 愛し君へ（2004年4月19日 - 6月28日、フジテレビ） - 阿川万里 役
- なつのひかり。（2004年2月14日、日本テレビ、シナリオ登竜門大賞受賞作） - 主演・冬柴宏美 役
- 劇団演技者。「オートマチック」（2004年11月24日 - 12月15日、フジテレビ） - 桜井（先生） 役
- がんばっていきまっしょい（2005年7月5日 - 9月13日、関西テレビ） - 矢野利絵「リー」 役
- どんまい!（2005年11月14日 - 12月22日、NHK総合） - 主演・里見優 役 （※連続ドラマ初主演）
- Happy!（2006年4月7日、TBS） - 主演・海野幸 役
  - Happy!2〜私、先輩のためにガンバリます。〜（2006年12月26日）
- アテンションプリーズ（2006年4月18日 - 6月27日、フジテレビ） - 若村弥生 役
  - アテンションプリーズ スペシャル〜ハワイ・ホノルル編〜（2007年1月13日）
  - アテンションプリーズ スペシャル〜オーストラリア・シドニー編〜（2008年4月3日）
- レガッタ〜君といた永遠〜（2006年7月14日 - 9月8日、ABCテレビ・テレビ朝日共同制作） - 小田切操 役（ヒロイン）
- 華麗なる一族[9]（2007年1月14日 - 3月18日、TBS） - 万俵二子 役
- 牛に願いを Love&Farm（2007年7月3日 - 9月11日、関西テレビ） - 藤井彩華 役
- 歌姫（2007年10月12日 - 12月21日、TBS） - 岸田鈴 役（ヒロイン）
- 絶対彼氏〜完全無欠の恋人ロボット〜（2008年4月15日 - 6月24日、フジテレビ） - 井沢梨衣子 役（ヒロイン）
  - 絶対彼氏〜完全無欠の恋人ロボット〜 最終章スペシャル（2009年3月24日）
- 恋のから騒ぎ 〜Love StoriesV〜「金星から来た女」（2008年10月10日、日本テレビ） - 主演・星丘聡美 役
- 天地人（2009年1月4日 - 11月22日、NHK総合ほか、大河ドラマ） - 上杉景虎の妻・華姫 役
- トライアングル（2009年1月6日 - 3月17日、関西テレビ） - 郷田唯衣 役
- 世にも奇妙な物語 〜2009春の特別編〜「真夜中の殺人者」（2009年3月30日、フジテレビ系） - 主演・木田亜矢香 役
- ハンサム★スーツ THE TV（2009年3月31日、関西テレビ） - 田沢 役
- MR.BRAIN 第3話（2009年6月6日、TBS） - 後藤めぐみ 役
- 刑事一代 平塚八兵衛の昭和事件史（2009年6月20・21日、テレビ朝日） - 吉崎真由 役
- ブザー・ビート〜崖っぷちのヒーロー〜[9]（2009年7月13日 - 9月21日、フジテレビ） - 七海菜月 役
- 父よ、あなたはえらかった〜1969年のオヤジと僕（2009年11月16日、TBS） - 山田春美 役
- 松本清張ドラマスペシャル・霧の旗（2010年3月16日、日本テレビ、松本清張生誕100年記念スペシャルドラマ） - 柳田桐子 役
- わが家の歴史（2010年4月9日 - 11日、フジテレビ） - 美空ひばり 役
- 逃亡弁護士 第3話（2010年7月20日、関西テレビ） - キャバクラ嬢・浅野志穂 役
- パーフェクト・リポート（2010年10月17日 - 12月19日、フジテレビ） - 奥澤緑役[9]
- 明日もまた生きていこう（2010年10月25日、TBS） - バレーボール日本女子代表・木村沙織 役
- 告発〜国選弁護人（2011年1月 - 3月3日、テレビ朝日） - 佐原鶴子 役
- リバウンド（2011年4月27日 - 6月29日、日本テレビ） - 主演・大場信子 役
- ミエルオンナ月子〜真夏の夜のコワーイ話〜（2011年8月26日、日本テレビ、金曜スーパープライム） - 主演・浅丘月子 役
- 家政婦のミタ（2011年10月12日 - 12月21日、日本テレビ） - 結城うらら 役
- 鍵のかかった部屋 第3話（2012年4月30日、フジテレビ） - 来栖奈穂子 役
- リッチマン、プアウーマン（2012年7月 - 9月、フジテレビ） - 朝比奈燿子 役
  - リッチマン、プアウーマン in ニューヨーク（2013年4月1日）
- 黒い十人の黒木瞳。「黒い母娘」「黒いアカスリ女」（2012年9月9日、NHK BSプレミアム）
  - 黒い十人の黒木瞳。2（2012年12月29日）
- おトメさん（2013年1月17日 - 3月14日、テレビ朝日） - 水沢李里香 役
- ミス・パイロット（2013年10月 - 12月、フジテレビ） - 小田千里 役
- お家さん（2014年5月9日、読売テレビ） - 千 役
- 金曜ロードSHOW!特別ドラマ企画「磁石男」（2014年6月13日、日本テレビ） - 小日向しおん 役
  - 磁石男2015（2015年9月18日）
- ラスト・ドクター〜監察医アキタの検死報告〜（2014年7月11日 - 9月12日、テレビ東京） - 吉崎薫子 役
- 連続テレビ小説（NHK）
  - マッサン（2014年9月 - 2015年3月） - 田中優子 役
  - おむすび（2024年11月20日 - 12月13日） - 桜庭真知子 役[27]
- 赤と黒のゲキジョー 前科ありの女たち（2014年11月21日、フジテレビ） - 逢坂みのり 役
- 私たちがプロポーズされないのには、101の理由があってだな 第5話（2014年12月2日、LaLa TV） - 朱里 役
- 特集ドラマ ナイフの行方（2014年12月22日・23日、NHK総合） - 須山香 役
- 硝子の葦〜garasu no ashi〜（2015年2月21日 - 3月14日、全4話、WOWOW） - 主演・幸田節子 役[28]
- 医師たちの恋愛事情（2015年4月9日 - 6月18日、フジテレビ） - 河合奈々 役[29]
- 2030 かなたの家族（2015年9月26日、NHK総合）[30]
- エンジェル・ハート（2015年10月11日 - 12月6日、日本テレビ） - 槇村香 役[31]
- 仮カレ（2015年11月3日 - 12月22日、NHK BSプレミアム） - 主演・豊島杏 役[32]
- ザ・プレミアム「大江戸炎上」（2016年1月3日、NHK BSプレミアム）ドラマ部分 - 浅井了意 役
- 民王スピンオフ〜恋する総裁選〜（2016年4月22日、テレビ朝日） - 雪野詩音 役[33]
- 僕のヤバイ妻（2016年4月 - 6月、関西テレビ・フジテレビ系） - 北里杏南 役[34]
- ドラマスペシャル「巨悪は眠らせない 特捜検事の逆襲」（2016年10月5日、テレビ東京） - 八反田遙 役[35]
- メディカルチーム レディ・ダ・ヴィンチの診断（2016年10月11日 - 12月13日、関西テレビ） - 新田雪野 役
- 松本清張「花実のない森」（2017年3月29日、テレビ東京） - 藤村真弓 役
- ドラマスペシャル「警部補・碓氷弘一〜殺しのエチュード〜」（2017年4月9日、テレビ朝日） - 藤森紗英 役
- 女の勲章（2017年4月15・16日、フジテレビ） - 坪田かつ美 役[36]
- ブラックペアン 第7話（2018年6月3日、TBS） - 山本祥子 役[21]
- THE GOOD WIFE / グッドワイフ 第1話 - 第8話（2019年1月13日 - 3月3日、TBS） - 遠山亜紀 役[37]
- Heaven? 〜ご苦楽レストラン〜 第7話（2019年7月9日、TBS） - 香宮瑠璃子 役[38]
- 同期のサクラ（2019年10月9日 - 12月18日、日本テレビ） - 火野すみれ 役[39]
- リバーサルオーケストラ 第4話 - （2023年2月1日 - 3月15日、日本テレビ） - 後藤かおり 役[40]
- ラストマン-全盲の捜査官- 第5話 - 最終話（2023年5月21日 - 6月25日、TBS） - 皆実勢津子 役[41]
- 夫よ、死んでくれないか（2025年4月7日 - 6月23日、テレビ東京） - 主演・加賀美璃子 役（安達祐実、磯山さやかとトリプル主演）[42]

### 映画
- 茶の味（2004年7月17日公開、クロックワークス） - ホタル 役
- ビートキッズ（2005年6月4日公開、松竹） - ナナオ 役
- メールで届いた物語〜mail〜（2005年、東映ビデオ） - 主演・谷村理沙 役
- まじめにふまじめ かいけつゾロリ なぞのお宝大さくせん（2006年3月11日公開、角川ヘラルド映画） - テイル 役 ※声の出演
- 映画ドラえもん のび太の新魔界大冒険 〜7人の魔法使い〜（2007年3月10日公開、東宝） - 美夜子 役 ※声の出演
- レイトン教授と永遠の歌姫（2009年12月19日公開、東宝） - レミ・アルタワ 役 ※声の出演[43]
- ゴールデンスランバー（2010年1月30日公開、東宝） - 井ノ原小梅 役
- NECK（2010年8月21日公開、アスミック・エース エンタテインメント） - 主演・真山杉奈 役
- 恋するナポリタン 〜世界で一番おいしい愛され方〜（2010年9月11日公開、日活） - 佐藤瑠璃 役
- 阪急電車 片道15分の奇跡（2011年4月29日公開【関西は4月23日先行公開】、東宝） - マユミ 役 ※友情出演
- FLY!〜平凡なキセキ〜（2012年3月10日公開、よしもとクリエイティブ・エージェンシー） - 高崎ななみ 役
- リンカーン/秘密の書（2012年11月1日公開、20世紀フォックス） - メアリー・トッド・リンカーン 役 ※声の出演、日本語版吹き替え
- カノジョは嘘を愛しすぎてる（2013年12月14日公開、東宝） - 茉莉 役
- 唐山大地震（2015年3月14日公開、松竹） - チャン・チンチュー 役 ※声の出演、日本語版吹き替え
- 恋妻家宮本（2017年1月28日公開、東宝） - 門倉すみれ 役

### ショートフィルム
- short cakes（2003年、BOOK C@fe short Films） - 主演・ナナ 役
- 点描のしくみ Queen of Hearts（2012年、クロックワークス） - 鹿島奈々子 役

### 配信
- ミスタードーナツ リッチドーナツ スペシャルサイト「聞いてないよ!? ザ・ムービー」（2007年8月 - 10月、ダスキン）
- 女たちは二度遊ぶ「どしゃぶりの女」（2010年3月、BeeTV）
- デス・ゲーム・パーク（2010年4月20日 - 、BeeTV）
- サヨナラの恋（2010年10月1日 - 、BeeTV） - 主演・神崎瀬菜 役

### CM
- ジョンソン・エンド・ジョンソン「2ウィーク アキュビュー」（2003年）
- サントリー「C.C.レモン」（2003年）
- 江崎グリコ（2003年 - 2007年）
  - 「ビスコ」（2003年）
  - 「ほわわ」（2005年）
  - 「ジャイアントコーン」（2005年 - 2006年）
  - 「パピコ」（2007年） - 山崎静代と共演
- ダスキン「ミスタードーナツ」（2004年4月 - ）
  - 『バイト 篇』（2004年 - 2006年） - タカアンドトシと共演
  - 『隣の住人 篇』（2006年） - 玉木宏と共演
  - 『会議室 篇』（2008年 - ）
- NTTコミュニケーションズ「OCN」（2004年 - 2011年）
- 花王（2004年 - ）
  - 「ビオレ さらさらパウダーシート」（2004年 - 2008年）
  - 「ビオレ さらさらUVパーフェクトフェイスミルク」（2006年）
  - 「メンズビオレ」（2008年 - ）
  - 「ソフィーナ オーブ クチュール」（2008年 - ）
  - 「ビオレ マシュマロホイップ」（2009年）
  - 「ソフィーナ ジェンヌ」（2011年）
- パイロットコーポレーション（2004年 - ）
  - 博士と助手シリーズ 研究室 篇（2004年）
  - 『ネオックス・イーノ』 さよなら先生 篇（2006年 - ）
  - 『フリクション』 消す人 篇（2007年 - ）
  - 『ラテ』 ケータイ広告 篇（2007年 - ）
  - 『アクロボール』サイン篇（2009年 - ）
- オートバックスセブン（2006年 - ）
- JRA 日本中央競馬会 北海道シリーズ（2006年）
- 明治安田生命保険「ライフアカウント L.A. Double」（2006年）
- 日本航空（2006年 - 2008年）
  - JAL国内線運賃 先得割引（2006年 - ）
  - JAL九州キャンペーン2007（2006年 - 2007年）
  - JAL沖縄キャンペーン2007（2007年）
  - JAL麗らか四国キャンペーン（2007年）
  - JAL夏休み家族のスマイルキャンペーン（2007年）
  - JAL東京キャンペーン「TOKYO JAL 2007 - '08」（2007年 - 2008年）
  - JAL北海道WINTERキャンペーン2008（2007年 - 2008年）
  - JAL沖縄キャンペーン2008（2008年）
- アットホーム 企業イメージ・キャラクター（2006年 - ）
- 日本コカ・コーラ「アクエリアス・ビタミンガード」（2007年）
  - 『冬を楽しむ 篇』（2007年1月 - 3月）
  - 『太陽を怖がるヒト 篇』（2007年7月 - 9月）
  - 『冬を楽しむ2007 篇』（2007年11月）
- 日本放送協会 NHK BS1キャンペーン（2007年）
- インテリジェンス アルバイト求人メディア「an」（2007年7月）
- 日本民間放送連盟「CMのCMキャンペーン」（2007年8月）
- 麒麟麦酒『麒麟ZERO』（2008年2月 - ）
- 味の素（2008年6月 - ）
  - 「味の素KKの基本だし」（2008年6月 - ）
  - 「やさしお」（中村雅俊と共演）（2008年12月 - ）
- 青山商事「洋服の青山」（2009年2月 - ）
- ロート製薬「ロートCキューブ クリアフラッシュAL」（2010年5月 - ）
- 任天堂「ポケットモンスター ブラック・ホワイト」（2010年9月 - ）
- アサヒビール「アサヒ ブルーラベル」（2011年7月 - ）
- ケイ・オプティコム「eoスマートリンク」（2012年5月 - ） - 唐沢寿明と共演
- グラクソ・スミスクライン「子宮頸がん予防」（2012年6月 - ）
- SMBCコンシューマーファイナンス 「もっと！サービス向上委員会」（2012年7月 - ）
- クラシエ薬品「コッコアポ」（2015年4月 - ）[44]
- JR東海エージェンシー「JR東海 奈良キャンペーン」（2016年 - ）[45]
- 日商エステム （2016年12月 - ）
  - 「私だけの未来へ」篇 （2016年12月 - ）
  - 「雲の上から」編 （2017年7月 - ）
  - 「Flowers」篇 （2019年8月 - ）
- 池田模範堂「ヒビケア」（2019年10月 - ）[46]
- パシオス 「私を新しくする」（2021年9月 - ）

### バラエティ番組
- 〜感動の神対応バラエティ〜おお!Myゴッド（2013年1月1日、フジテレビ） - 司会を有吉弘行と務めた。

### スポーツ番組
- ドラマチック競馬（2006年、北海道文化放送） - 函館スプリントステークス開催日にはプレゼンターも務めた。
- 北京オリンピック（2008年、フジテレビ） - 古田敦也とのコンビ。
- オードリーのNFL倶楽部（2015年 - 、日本テレビ・日テレジータス・BS日テレ） - 不定期ゲスト。
- 第50回スーパーボウル中継（2016年2月8日、日テレジータス） - ゲスト出演。

### ドキュメンタリー
- NHKスペシャル「ミステリーロマン 古代エジプト」（2009年12月25日、NHK総合） - ナビゲーター
- アシタノチカラ（2011年1月17日 - 、関西テレビ） - ナビゲーター
- 動物園の故郷からのメッセージ〜旭山動物園プレミアム〜（2011年2月20日、TBS） - ナビゲーター
- BSジャパンドキュメンタリーシリーズ企画「相武紗季 アース・ダイアログ〜世界遺産からのメッセージ〜」（2012年7月 - 、BSジャパン） - 旅人
  - 第1集 天空の都市 マチュピチュの謎（2012年7月7日[注 2]）
  - 第2集 世界最大の滝 イグアス（2012年10月6日）
- トキ誕生〜36年ぶりの奇跡を支えた男たち〜（2012年8月15日、NHK総合） - 語り
- シンサイミライ学校「楽しく!真剣に!学ぼうBOSAI」（2012年、NHK Eテレ） - プレゼンター[47]
- 岩合光昭の世界ネコ歩き（2012年 - ） - 語り
  - 岩合光昭の世界ネコ歩き総集編〜地中海のネコ〜（NHK BSプレミアム、2013年1月5日）
- にっぽん紀行 2013春「漁師オヤジの冬休み〜北海道・宗谷岬〜」 （NHK総合、2013年3月21日） - 案内役
- JR東海エージェンシー「JR東海 奈良キャンペーン」関連番組
  - 奈良で見つけた宝物（TBS、2016年4月23日） - ナビゲーター
  - 奈良ふしぎ旅図鑑（BS-TBS、2016年4月20日 - 2020年6月24日） - ふしぎ案内人（ナビゲーター）
  - 君とボクの聖地巡礼〜神秘の奈良・国宝美仏めぐり〜（TBS、2017年1月28日）[48] - 旅人
- 東京空色さんぽ（2024年7月7日 - 、TBS） - ナビゲーター

### 音楽番組
- 歌謡チャリティーコンサート（2012年11月27日、NHK総合） - 司会担当（※テレビ番組での司会初担当）

### 舞台
- Piper『THE LEFT STUFF』（2010年4月 - 5月、本多劇場他）[10]
- 『PRESS 〜プレス〜』（2012年2月 - 3月、シアターコクーン）[49]

### DVD
- 「2004春・週刊ヤングサンデーDVD」（2004年、出演・雑誌付録・水着ショット収録）
- 「2004夏・週刊ヤングサンデーDVD」（2004年、出演・雑誌付録・水着ショット収録）
- 「週刊ヤングサンデーシュープリームDVD 相武紗季」（2005年、応募者全員サービス・水着ショット収録）

### ポスター
- 厚生労働省 労働保険啓発ポスター（2006年）
- コンバース（2007年）
- 警視庁「平成21年 春の全国交通安全運動」啓発ポスター（2009年）

### ゲーム
- ドラッグオンドラグーン2 封印の紅、背徳の黒（2005年、スクウェア・エニックス） - 女騎士・エリス 役
- レイトン教授と魔神の笛（2009年、レベルファイブ） - レミ・アルタワ 役
- レイトン教授と奇跡の仮面（2011年、レベルファイブ） - レミ・アルタワ 役
- レイトン教授と超文明Aの遺産（2013年、レベルファイブ） - レミ・アルタワ 役[50]

### アニメ
- ドラえもん「もこみちくんと紗季ちゃんだ! ジーンと感動する話」（2006年6月30日、第2期、テレビ朝日）ゲスト出演 - 相武紗季 役

### 音楽PV
- HUNGRY DAYS「喜怒哀楽」（2005年）

### ラジオ
- 相武紗季のハッピータイム!（2006年10月 - 2007年3月、TBSラジオ） - 『あべこうじのポッドキャスト番長』内のコーナー「すっぴん番長」水曜日担当

## 書籍

### 写真集
- water piece（2004年、ワニブックス ISBN 4-8470-2802-3）
- 10代〜AIBU LOVE LIVE FILE〜（2005年、集英社・『週刊プレイボーイ』特別編集 ISBN 4-08-907003-1）[注 3]
- surf trip（2007年、集英社・『週刊ヤングジャンプ』特別編集 ISBN 4-08-780475-5）[注 3]

### カレンダー
- 相武紗季2005年カレンダー（2004年12月10日、トライエックス ISBN 4-7774-1027-7）
- 相武紗季2006年カレンダー（2005年10月24日、トライエックス ISBN 4-7774-2012-4）
- 相武紗季2007年カレンダー（2006年9月21日、トライエックス ISBN 4-7774-3007-3）
- 相武紗季2008年カレンダー（2007年10月5日、トライエックス）
- 相武紗季2009年カレンダー（2008年10月4日、トライエックス）
- 相武紗季2010年カレンダー（2009年10月、トライエックス）
- 相武紗季2011年カレンダー（2010年10月、トライエックス／2009年10月）
- 相武紗季2012年カレンダー（2011年10月、トライエックス）
- 相武紗季2013年カレンダー（2012年10月、トライエックス）
- 相武紗季2014年カレンダー（2013年10月、トライエックス）

### 連載
- 幸せの雨が降りますように（玄光社『CM NOW』）
- 幸せの雨が降りますように2（玄光社『CM NOW』）
- ハッピーデイズ（角川マガジンズ『ザテレビジョン』）
- 華麗なる日々（角川書店『ザテレビジョン』）※2007年3月をもって終了
- サキマワリ（東京ニュース通信社『週刊TVガイド』2008年 - 2009年）

### ムック
- フォトエッセイ「幸せの雨が降りますように」（2008年、玄光社『CM NOW』特別編集）
- オールスタイルブック「フタマワリサキマワリ」（2009年、東京ニュース通信社『週刊TVガイド』特別編集）